# Principauté d'Anhalt-Bernbourg-Schaumbourg-Hoym
 (janvier 2024).
Si vous disposez d'ouvrages ou d'articles de référence ou si vous connaissez des sites web de qualité traitant du thème abordé ici, merci de compléter l'article en donnant les références utiles à sa vérifiabilité et en les liant à la section « Notes et références ».
Anhalt-Bernburg-Schaumburg-Hoym, à l'origine Anhalt-Zeitz-Hoym, est une principauté allemande membre du Saint-Empire romain germanique. La mort du Prince Victor-Amédée d'Anhalt-Bernbourg en 1718, entraîne la partition de sa principauté avec son second fils Lebrecht, à l'origine Anhalt-Zeitz-Hoym.
Le nom de la principauté change en 1727 de Anhalt-Zeitz-Hoym en Anhalt-Bernbourg-Schaumbourg-Hoym. La mort du Prince Frédéric du 24 décembre 1812 amène l'extinction de la maison et le territoire est intégré à l'héritage du Prince d'Anhalt-Bernbourg.

## Princes d'Anhalt-Zeitz-Hoym 1718-1727
- 1718-1727 : Lebrecht d'Anhalt-Zeitz-Hoym
- 1727-1727 : Victor Ier d'Anhalt-Bernbourg-Schaumbourg-Hoym
- il change le nom de la principauté en Anhalt-Bernbourg-Schaumbourg-Hoym

## Princes d'Anhalt-Bernbourg-Schaumbourg-Hoym 1727-1812
- 1727-1772 : Victor Ier d'Anhalt-Bernbourg-Schaumbourg-Hoym ;
- 1772-1806 : Charles-Louis d'Anhalt-Bernbourg-Schaumbourg-Hoym ;
- 1806-1812 : Victor II d'Anhalt-Bernbourg-Shaumbourg ;
- 1812-1812 : Frédéric d'Anhalt-Bernbourg-Schaumbourg-Hoym ;
- Revient à la principauté d'Anhalt-Bernbourg.